# 赖森
赖森（Raisen），是印度中央邦Raisen县的一个城镇。总人口35553（2001年）。

## 人口
该地2001年总人口35553人，其中男性18747人，女性16806人；0—6岁人口5449人，其中男2818人，女2631人；识字率66.21%，其中男性为72.43%，女性为59.26%。